# Albert Heuwieser
Albert Heuwieser (* 10. Oktober 1872 in Eggenfelden; † 7. September 1947 in München) war ein deutscher Richter in Bayern.

## Leben
Heuwieser diente ab 1. Januar 1891 als Einjährig-Freiwilliger bei der Infanterie der Bayerischen Armee. Zugleich studierte an der Ludwig-Maximilians-Universität München Rechtswissenschaft. 1892 wurde er im Corps Bavaria München recipiert, 1898 bestand er den Staatskonkurs. Am 1. November 1902 wurde er Amtsrichter in Bad Kissingen, am 16. November 1912 Zweiter Staatsanwalt in Nürnberg. Bei Beginn des Ersten Weltkrieges zum bayerischen Landsturm-Infanteriebataillon Bamberg einberufen, kam er im März 1915 an die Kriegsfront. In der Novemberrevolution, am 18. November 1918, wurde er als Leutnant der Reserve entlassen. Seit Mai 1920 war Heuwieser Landgerichtsrat und seit Januar 1922 Oberlandesgerichtsrat am Landgericht Nürnberg. Seit dem 16. November 1924 Erster Staatsanwalt in Fürth, wurde er am 1. Oktober 1930 zum Landgerichtsdirektor in Nürnberg und am 1. Mai 1933 zum Landgerichtspräsidenten des Landgerichts Amberg ernannt. Am 1. November 1933 wurde er schließlich Präsident des Oberlandesgerichts Bamberg. Bei Erreichen der Altersgrenze im Oktober 1938 lehnte er es ab, die Amtsgeschäfte „einstweilen weiterzuführen“. Ebenfalls zum 1. November 1933 trat er der NSDAP bei (Mitgliedsnummer 2.008.852) und im selben Jahr dem Bund Nationalsozialistischer Deutscher Juristen, 1934 wurde er Förderndes Mitglied der SS. Über den Zweiten Weltkrieg lebte er in München. Unter Zuerkennung der vollen Versorgungsbezüge wurde die Entnazifizierung am 28. April 1947 eingestellt.